# Коровники (следственный изолятор)
Коровники — следственный изолятор № 1 в Ярославле, в посёлке Коровники на берегу Волги. До 1964 года — тюрьма.

## История
Основателем тюрьмы считается ярославский генерал-губернатор Алексей Мельгунов, который в 1782 году обратился в Ярославскую казённую палату с предложением о постройке в Ярославле и других городах губернии тюрем.
В 1800 году по указу Александра I началось строительство первых корпусов тюремного замка. Изначально тюрьма была пересыльным пунктом для арестантов, этапируемых в Сибирь. Ярославский этап был частью этапных тюрем в России.
В качестве этапной тюрьмы Коровники просуществовали до 1830 года, после чего были преобразованы в арестантскую роту.
В 1870 году было создано Ярославское исправительно-арестантское отделение, располагавшее двумя «помещениями» — Главным в Коровниках и Дополнительным на Угличской улице. Отделение было рассчитано на 340 арестантов. При отделении имелось два лазарета, тюремная церковь, две библиотеки. Арестанты работали в тюремных мастерских: ткацкой, портновской, столярной и других, а также на внешних работах: убирали городские улицы, вывозили нечистоты и т. д. При тюрьме существовал попечительский комитет, который состоял из губернского тюремного инспектора, являвшегося председателем комитета, четырёх членов комитета и делопроизводителя. Попечителями этого отделения были купец Гороховников и предприниматель Вахрамеев. Цель комитета состояла в «наблюдении за исправным содержанием арестантов и их нравственным исправлением». Условия содержания и уровень организации работ были выше в Дополнительном отделении, наиболее хороших работников даже переводили из Коровников на Угличскую улицу.
В 1910 году Главное помещение было преобразовано в Ярославскую временно-каторжную тюрьму «Коровники», а Дополнительное помещение осталось исправительно-арестантским отделением. Кроме ссыльнокаторжных в тюрьме в Коровниках содержались арестанты других категорий: следственные, приговорённые к заключению в тюрьме, в крепости, в исправительно-арестантском отделении.
После революции Коровники стали тюрьмой, в котором в основном содержались участники крестьянских восстаний против Советской власти, а также представители духовенства, буржуазии и интеллигенции. Один из корпусов тюрьмы использовался как политизолятор.
Через «Коровники» прошло множество известных людей всех слоёв общества, в том числе религиозные деятели Агафангел (Преображенский), Андрей (Ухтомский), Василий (Дохторов), Василий (Преображенский), Димитрий (Смирнов), Екатерина (Абрикосова), Иларион (Троицкий), Кассиан (Ярославский), Сергий (Мечёв), Михаил Новосёлов; министр Временного правительства Александр Верховский; бывший председатель Совета Министров УНР Владимир Чеховский; белый генерал Анатолий Пепеляев; физиолог Алексей Ухтомский; лётчик Александр Каменев, комкор Гайк Бжишкян; революционерка Мария Спиридонова; будущая автор мемуаров «Крутой маршрут» Евгения Гинзбург и другие.
С 1964 года — это СИЗО № 1 Ярославской области «Коровники» ИЗ-76/1 150001.
В 2004 году руководство управления исполнения наказаний (УИН) Ярославской области объявило, что намерено использовать один из корпусов СИЗО в коммерческих целях. Там планировалось оборудовать несколько камер для туристов. Обслуживать туристов-арестантов должны были не работники СИЗО, а актёры местных театров, облачившиеся в форму сотрудников НКВД.
Вновь широкое внимание общественности и прессы Коровники привлекли в июле 2013 года, когда в СИЗО был помещён мэр Ярославля Евгений Урлашов.